# جيمس هارلان (سياسي)
جيمس هارلان (بالإنجليزية: James Harlan)‏ هو محامي وسياسي أمريكي، ولد في 22 يونيو 1800 في مقاطعة ميرسير في الولايات المتحدة، وتوفي في 18 فبراير 1863 في فرانكفورت في الولايات المتحدة. نشط حزبياً في حزب اليمين. وقد انتخب عضو مجلس النواب الأمريكي.